# Mahogany

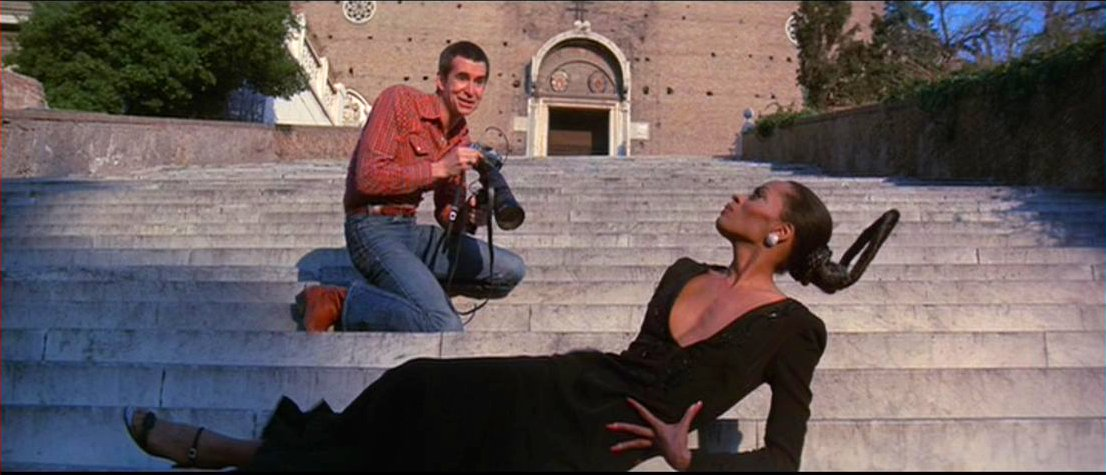
Cena do filme

Mahogany é um filme norte-americano de 1975, dirigido por Berry Gordy, fundador da Motown, e estrelado por Diana Ross, Billy Dee Williams, Anthony Perkins e Jean-Pierre Aumont. Um veículo para Ross depois de seu sucesso no filme anterior, Lady Sings the Blues, ele foi filmado em Chicago e Roma e é ambientado no mundo da moda. A canção-tema Theme from Mahogany (Do You Know Where You're Going To), cantada por Diana Ross,  atingiu o #1 da Billboard Hot 100 e foi indicada ao Oscar de melhor canção.

## Sinopse
Tracy Chambers (Ross) é uma jovem negra e pobre de Chicago, que sonha tornar-se uma estilista de moda. Descoberta em seu local de trabalho, uma loja de departamentos elegante da cidade, por um famoso fotógrafo, Sean (Perkins), se muda para Roma, Itália, onde consegue sucesso primeiro como modelo e finalmente como estilista. Rica e famosa, chega o momento, porém, em que tem que fazer uma escolha entre os três homens que a desejam: o próprio Sean, Christian Rosetti (Aumont), um conde italiano milionário, e Brian Walker (Williams), um ativista negro das favelas de Chicago, alguém da vida que deixou para trás e seu primeiro grande amor.

## Elenco  principal
- Diana Ross	... 	Tracy Chambers
- Billy Dee Williams	... 	 Brian Walker
- Anthony Perkins	... 	Sean
- Jean-Pierre Aumont	... 	Christian Rosetti
- Beah Richards	... 	Florence
- Nina Foch	... 	Miss Evans
- Marisa Mell	... 	Carlotta Gavina

## Produção e bilheteria
Barry Gordy Jr, fundador da Motown e produtor do filme, assumiu a direção após a demissão do diretor Tony Richardson, que estava escalado para dirigi-lo. Durante as filmagens em Roma, Ross, que estava grávida, cansou-se das admoestações de Barry, esbofeteou-o no set de filmagem e voltou no primeiro voo para os Estados Unidos. Uma dublê teve que completar suas cenas.
Apesar do sucesso popular, Mahogany não teve boa recepção da crítica especializada, e tem apenas 23% de aprovação no site Rotten Tomatoes.
O filme foi lançado em VHS na década de 1990 e em DVD em 1º de maio de 2007.

## Música
Com a trilha sonora composta por Michael Masser, o filme tem um trunfo em sua música-tema, Theme from Mahogany (Do You Know Where You're Going To), que chegou ao primeiro lugar na parada da Billboard. Massey e Gerry Goffin, os autores, foram indicados ao Oscar de melhor canção daquele ano. Ela viria a ser regravada por Mariah Carey em 1998 no álbum #1's  e Jennifer Lopez em 1999, no álbum On the 6.